# 石霜慶諸
石霜慶諸禪師，唐代僧，俗姓陳，廬陵新淦（今江西清江縣）人。

## 生平
慶諸禪師十三歲依洪州西山紹鑾禪師落髮剃度，二十三歲赴嵩岳受具足戒。
初習戒律，後來轉入禪學，投溈山靈佑禪師座下，擔任米頭（專門負責舂米）一職。又至潭州雲巖山參禮道吾圓智禪師。
慶諸禪師悟道後歸隱長沙，後經洞山良价禪師派人尋訪，始遷住石霜山，開法接眾。光啟四年（888年）二月二十日，安坐而化，享年八十二。葬全身於寺之西北隅，塔曰無相。敕謚普會大師。
慶諸禪師住石霜山二十年餘，其徒眾有長坐不臥、屹然枯株者，天下謂之「枯木眾」。唐僖宗曾遣使賜其紫衣，慶諸禪師堅辭不受。

## 師承
- 道吾圓智，一稱道吾宗智

## 弟子
- 九峰道虔
- 龍湖普聞[4]

## 外部連結
- 無人識得渠- 【中台世界】 禪門公案 石霜慶諸禪師 （页面存档备份，存于）
- 五燈會元卷5《石霜慶諸禪師》 （页面存档备份，存于）
- 公案一〇〇178 石頭出汗 （页面存档备份，存于）
- 佛光大辭典 典座蟲生